# الدرديري محمد أحمد الدخيري
الدرديري محمد احمد الدخيري (ولد في السودان عام 1956م بقرية التبون الواقعة في أقصي غرب ولاية جنوب كردفان) رجل قانون وسياسي سوداني يتقلد منصب وزير خارجية جمهورية السودان منذ 14 مايو 2018، خلفاً للبروفيسور إبراهيم غندور، وحتى سقوط نظام عمر البشير درس الدرديري مراحله الأولية في التبون، بعدها انتقل للدراسة في مدارس النهود الثانوية ومن ثم التحق بالدراسة في جامعة الخرطوم خلال العام 1978 م وأكمل سنواته بالجامعة ليتخرج من كلية القانون في العام 1981م.حاصل على الدكتوراه في القانون الدولي من جامعة ليستر البريطانية. نال ماجستير القانون من جامعة لندن، وماجستير القانون الدولي لحقوق الإنسان من جامعة اوكسفورد.
عمل بالقضاء ثم اشتغل بالمحاماة وهاجر إلى الخليج حيث عمل في الاستشارات القانونية في شركات هناك وبعد مجئ الإنقاذ برئاسة عمر البشير تم استدعاؤه وتعيينه بوزارة الخارجية.
مولده ١٩٥٦ و ليست ٦٥

## مناصب دبلوماسية
- عمل منذ بواكير الإنقاذ في عدة مواقع دبلوماسية أبرزها فترته التي قضاها في كينيا قائماً بالأعمال في نيروبي وتزامن ذلك مع بداية مفاوضات نيفاشا وإعلان ميشاكوس حيث كان المتحدث الرسمي باسم الوفد الحكومي وتم اختطافه من قبل عصابات في العام 2000 طالبت مقابله بفدية مالية ما اثار ازمة دبلوماسية انتهت بإطلاق سراحه.
- عضوًا في معظم لجان المفاوضات بين الحكومة السودانية وخصومها.
- تولى منصب مقرِّر مفوضية المراجعة الدستورية التي صاغت دستور السودان في العام 2005 بعد توقيع إتفاقية السلام الشامل بين حكومة السودان و الحركة الشعبية لتحرير السودان بقيادة الدكتور جون قرنق.
- الممثِّل القانوني للسودان في النزاع الحدودي بشأن ترسيم منطقة أبيي لدى المحكمة الدائمة للتحكيم الدولي بلاهاي.ومنطقة أبيي هي المنطقة التي ينحدر منها الدرديري وينتمي إلى إحدى أكبر قبائلها الا وهي قبيلة المسيرية

### مناصب حزبية
- تولى منصب أمين أمانة العلاقات الخارجية بحزب المؤتمر الوطني.

### مؤلفاته
- كتاب الحدود الإفريقية والانفصال في القانون الدولي.

### وصلات خارجية
- صحيفة الدستور
- العربي الجديد